# Mignon Nevada
Mignon Nevada (París, França, 14 d'agost de 1886 – Long Melford, Suffolk, Anglaterra, 25 de juny de 1971) fou una soprano operística anglesa.
Va néixer a París, filla de la soprano operística Emma Nevada i del seu marit anglès, Raymond Palmer. Li van posar el nom del paper principal de l'òpera Mignon (1866), composta pel seu padrí, el compositor francès Ambroise Thomas. La seva veu era lleugera i àgil, i la seva mare li va entrenar per a ser una soprano coloratura, tot i que Sir Thomas Beecham va pensar que aquesta decisió havia estat una equivocació i que Mignon hauria d'haver cantant en la tessitura de mezzosoprano.
Va debutar en febrer de 1908 al Teatro Costanzi de Roma fent la Rosina de El barber de Sevilla de Rossini. The New York Times va informar que els amics de la seva mare Adelina Patti i Mary Garden va viatjar a Roma just per assistir al debut de Mignon. Les seves actuacions van ser tan bé rebudes que va ser contractada per cantar en vuit representacions més, després de les quatre inicialment contractades. El seu èxit va animar la seva mare a demanar una audiència per Mignon amb el Papa Pius X. Sens dubte va influir en aquesta demanda el fet que la mare hi havia tingut una audiència amb el Papa Lleó XIII deu anys abans.
Mignon va fer altres aparicions inicials a Itàlia i Portugal, marxant després a Anglaterra on va aparèixer fent l'Ophelia en el Hamlet d'Ambroise Thomas sota la direcció de Thomas Beecham, en l'obertura de la temporada d'hivern de 1910 del Covent Garden. En 1917 va aparèixer fent la Desdemona de l'Otello de Verdi amb Frank Mullings en el paper principal i amb Frederic Austin en el de Iago. Sir Thomas Beecham va descriure aquesta actuació de Desdemona com "la millor que mai he vist en qualsevol escenari". Altres actuacions a London van incloure-hi els papers d'Olympia a Les Contes d'Hoffmann de Jacques Offenbach, la Zerlina del Don Giovanni de Mozart i la Marguerite del Faust de Charles Gounod. La seva darrera aparició a Londres va tenir lloc en 1922.
Altres teatres on va actuar van ser l'Opéra Comique de París en 1920 (en el paper principal de Lakmé de Léo Delibes i fent de Mimì en La bohème de Puccini), La Scala de Milà en 1923 i l'Òpera de París en 1932. Va actuar també a l'Òpera Real de Lisboa, a l'Aldwych Theatre de Londres i amb la Royal Philharmonic Society.
Més tard en la seva carrera va esdevenir professora de cant. Un dels seus alumnes va ser la soprano russa-britànica Kyra Vayne. Va morir en Long Melford (Suffolk, Anglaterra).

## Enregistraments
En 1938 Mignon Nevada va fer un enregistrament de "Le Soir", una cançó d'Ambroise Thomas, que havia estat estrenada per la seva mare. Aquest és l'únic enregistrament que se sap que va fer. Va ser inicialment editat en un disc de 12 polzades de 78 rpm (International Record Collector's Club 118) amb una introducció parlada de la seva mare. Es va reeditar en LP ca. 1965 en el mateix segell, formant part d'una recopilació (cat. núm. IRCC L-7025). Raymond Ericson, del The New York Times, va descriure la seva interpretació com a força encantadora. Aquest LP va incloure també el Frauenliebe und -leben de Robert Schumann cantat per Julia Culp (1910); la Casta diva de Bellini de l'òpera Norma i el No mi dir de Don Giovanni de Mozart, ambdues àries cantades per Frieda Hempel; a més Printemps qui commence de Samson et Dalila de Camille Saint-Saëns cantat per Kathleen Howard; Regal in His Low Estate de Die Königin von Saba (la reina de Saba) de Károly Goldmark cantat per Marie Rappold; i una ària de Thaîs de Jules Massenet, una cançó de Bemberg i dos arranjaments de Reynaldo Hahn de poemes de A Child's Garden of Verses de Robert Louis Stevenson, cantats per Mary Garden. Tots els enregistraments daten d'entre 1910 i 1938.